# Cynara (cantante)
Cinara de Sá Leite Faria (Ibirataia, 7 de enero de 1945-Río de Janeiro, 11 de abril de 2023), más conocida como Cynara, fue una cantante, arreglista y compositora brasileña. Inició su carrera artística en 1964, en el grupo vocal Quarteto em Cy, junto a sus hermanas Cyva, Cybele y Cylene.
A raíz de sufrir una fractura de fémur, fue hospitalizada en el hospital Casa Prontocor, de Tijuca. Luego de ser intervenida quirúrgicamente, su estado de salud se complicó producto de una neumonía, causa de su muerte ocurrida el 11 de abril de 2023 a los 78 años.